# Jean Bugatti
Jean Bugatti, född 15 januari 1909 i Köln, död 11 augusti 1939, var en italiensk-fransk bilkonstruktör och formgivare.
Jean Bugattis far Ettore Bugatti arbetade åt Deutz i Köln. Redan samma år flyttade familjen till Molsheim i Alsace, där fadern började bygga bilar under eget namn. Föräldrarna gav sonen namnet Gianoberto Maria Carlo, men då han växte upp i Frankrike kom han att kallas Jean.
Bugatti visade tidigt intresse för faderns verksamhet och från slutet av 1920-talet arbetade han aktivt i företaget, där han snart blev sin fars närmaste medarbetare. Han var en skicklig designer och ritade de flesta av företagets karosser under 1930-talet.
Bugatti fick med tiden ta över allt mer av konstruktionsarbetet. Hans första stora insats var DOHC-motorn till Type 50 och Type 51, men hans främsta arbete var Type 57. Efter en strejk bland missnöjda anställda 1936, lämnade fadern över även det löpande ansvaret för företaget till Jean.
Jean Bugatti omkom 1939 vid en testkörning av den Type 57G som vunnit Le Mans 24-timmars tidigare samma år.  Han väjde för en cyklist som oväntat dök upp på vägen och körde av vägen i hög fart.